# Venezaleurodes pisoniae
Venezaleurodes pisoniae es un hemíptero de la familia Aleyrodidae, subfamilia: Aleyrodinae.
Venezaleurodes pisoniae fue descrita científicamente por primera vez por Russell en 1967.